# Cea pulicaris
Cea pulicaris (лат.) — вид паразитических наездников, единственный в составе рода Cea из семейства Ceidae (Chalcidoidea). До 2022 года в составе подсемейства Ceinae из семейства Pteromalidae. Палеарктика (Европа, Северная Африка).

## Описание
Длина около 2 мм, цвет тела с отчётливым металлическим отблеском. Мезосома с коротким пронотумом и умеренно длинными мезоскутумом, мезоскутеллумом и проподеумом, последний не крутой; метасома с отчётливым, хотя обычно поперечным петиолем; задний край мезоплеврон не расширен, не перекрывает метаплевральный/проподеальный комплекс. Самка макроптерная или брахиптерная; если макроптерная, то переднее крыло с двумя коричневыми полосами. Самец макроптерный; антенна с регулярными волосками. Биология малоизучена, известно что являются паразитоидами личинок двукрылых насекомых вида Phytomyza pauliloewi из семейства минирующих мушек (Agromyzidae), ассоциированных с Горичником горным (Peucedanum oreoselinum, Зонтичные).

## Систематика
Вид Cea pulicaris был впервые описан в 1837 году британским энтомологом Френсисом Уокером под названием Cea pulicaria Walker, 1837 и выделен в отдельный монотипический род Cea из семейства Ceidae (Chalcidoidea). До 2022 года был в составе подсемейства Ceinae из семейства Pteromalidae. В 2022 году в ходе реклассификации птеромалид это крупнейшее семейство хальцидоидных наездников было разделено на 24 семейства и подсемейство Ceinae выделено в отдельное семейство Ceidae.